# Cesare Maria De Vecchi
Cesare Maria De Vecchi, 1.º Conte de Val Cismon (14 de novembro de 1884 – 23 de junho de 1959), foi um soldado italiano, administrador colonial e político fascista.

## Biografia
De Vecchi nasceu em Casale Monferrato em 14 de novembro de 1884. Após se formar em jurisprudência, tornou-se um advogado de sucesso em Turim. Sua posição na Primeira Guerra Mundial era intervencionista, e ele mesmo participou dos eventos finais do conflito, terminando a guerra com o posto de capitão e várias condecorações por bravura. Ao retornar à Itália, ele deu seu apoio ao Partido Nacional Fascista, no qual ele sempre representaria a ala monarquista e 'moderada'. Tornou-se presidente dos veteranos de guerra de Turim e chefe das squadre fascistas locais. Em 1921, foi eleito para a Câmara dos Deputados da Itália.
De Vecchi tornou-se Comandante-Geral da Milizia (ver Camisas Negras) e foi um dos quadrumvirs que organizaram a Marcha sobre Roma, buscando persuadir Antonio Salandra a entrar no governo de Benito Mussolini. Ele próprio se tornou subsecretário no Tesouro e depois no Ministério das Finanças. Em dezembro de 1922, inspirou as squadre de Brandimarte no Massacre de Turim de 1922 (Strage di Torino) e tornou-se conhecido como o mais importante dos squadristi do Piemonte.
De 1923 a 1928, De Vecchi foi governador da Somalilândia Italiana, um papel que o afastou do centro da cena política italiana. Ele foi nomeado Conde de Val Cismon (em memória das batalhas travadas por seus arditi no Monte Grappa em 1918). Durante esse tempo, De Vecchi presidiu uma guerra de pacificação na Somália. Segundo Tom Behan, o primeiro crime de guerra da Itália fascista foi cometido em outubro de 1926, quando tropas italianas massacraram 100 pessoas em uma mesquita em Merca. De acordo com Behan, as tropas de ocupação italianas sob De Vecchi seguiram uma "política de terra arrasada" de 1925 a 1927.
De Vecchi foi nomeado senador pelo rei Vítor Emanuel III. Ele se tornou o primeiro embaixador junto à Santa Sé após o Concordato de 1929. Durante os anos 1930, ele presidiu o comitê piemontês para a história do Risorgimento, organizou eventos e deu palestras para celebrar o período. Entre 1935 e 1936, foi Ministro da Educação Nacional: como tal, ele promoveu a historiografia que identificava a Casa de Saboia como o elo entre Roma Imperial e a Roma do Fascismo, e também trabalhou pela centralização da administração do sistema escolar.
Em 20 de junho de 1935, ele aprovou a reforma De Vecchi, um projeto de lei que aboliu a distinção entre escolas secundárias dependentes do governo central e escolas secundárias que poderiam ser financiadas pelos comune locais e províncias. O controle de toda a educação do ensino médio foi centralizado no governo, que decidiu os currículos escolares e aplicou censura aos livros didáticos escolares antes e depois de sua publicação.
Escrevendo em seus Diários de Guerra (entrada de 6 de março de 1940), o Conde Galeazzi Ciano, então Ministro das Relações Exteriores da Itália, escreveu: "Pela primeira vez encontrei uma pessoa que quer declarar Guerra com os alemães contra a França e a Inglaterra. Esta pessoa não é ninguém menos que o intrépido Cesare Maria de Vecchi di Val Cismon! Os americanos dizem que um trouxa nasce a cada minuto; basta procurá-lo. Desta vez eu encontrei um. Cesare Maria é, acima de tudo, um homem de pomposidade e ilusões vãs, que sonha em obter o bastão de um marechal e condecorações, e espera ganhá-los através do sangue dos outros".
De 1939 a 1943, ele também foi presidente do Instituto Italiano de Numismática.
De 1936 a 1941, De Vecchi atuou como governador das Ilhas Egeias Italianas, promovendo o uso oficial da língua italiana. No ano seguinte, ele foi nomeado para o Grande Conselho do Fascismo e, em 25 de Julho de 1943, votou a favor da ordem do dia de Dino Grandi que depôs Benito Mussolini de seu papel como Duce (líder) fascista. Em 1 de agosto de 1943, foi promovido a Generale di Divisione e recebeu o comando da recém-formada 215ª Divisão Costeira em Florença. Após o anúncio do Armistício de Cassibile em 8 de setembro de 1943, De Vecchi autorizou as forças alemãs a entrarem no porto de Piombino e proibiu qualquer ato de resistência. No entanto, unidades da Marinha Real Italiana e do Exército Real Italiano, apoiadas pela população local, impediram os alemães de desembarcar em Piombino, mataram cerca de 100 e capturaram mais de 200 soldados da Wehrmacht. No dia seguinte, De Vecchi ordenou a libertação dos alemães e a devolução de suas armas, após o que assinou a rendição de sua Divisão aos alemães. Em 13 de setembro, De Vecchi, com um salvo-conduto dado a ele pelo Marechal de Campo alemão Albert Kesselring, deixou suas posições e refugiou-se no Piemonte.
No início de outubro de 1943, De Vecchi entrou na clandestinidade com a ajuda da ordem dos Salesianos de Dom Bosco, que o esconderam da República Social Italiana (Repubblica Sociale Italiana, ou RSI) de Mussolini, que condenou De Vecchi à morte à revelia no Julgamento de Verona em janeiro de 1944. Os Salesianos esconderam De Vecchi até depois da guerra, até 1947, quando ele fugiu para a Argentina com um passaporte paraguaio.
Após retornar à Itália em 1949, De Vecchi apoiou o neofascista Movimento Social Italiano (Movimento Sociale Italiano, ou MSI) junto com Rodolfo Graziani. No entanto, ele se recusou a aceitar qualquer cargo político ou institucional dentro do MSI.
Cesare Maria De Vecchi morreu em Roma em 1959.